# Михаловская земля
Миха́ловская земля́ (пол. Ziemia michałowska; нем. Michelau; лат. terra Michaloviensis) — историческая область в Польше, являющаяся частью Хельминской земли. Название происходит от Михалова — важного в Средневековье города на польско-прусском пограничье, позже уничтоженного пожаром и поглощённого городом Бродница. Находилась на территории современных Бродницкого, Новомястского, а также частично Илавского и Дзялдовского повятов, где ныне проживает около 150 тысяч человек.

## История
До прихода крестоносцев Михаловская земля принадлежала мазовецким князьям и часто была ареной борьбы между поляками и пруссами. В 1303 году Михаловская земля была вассализирована Тевтонским орденом, а в 1317 году полностью вошла в его состав. 
По условиям Мельнского мира 1422 года, Польша навсегда отказывалась от претензий на Михаловскую землю, однако уже в 1466 году в Торне был заключен мирный договор между Тевтонским орденом и Королевством Польским, по которому Михаловская земля передавалась Польше как часть Королевской Пруссии.
В результате первого раздела Речи Посполитой (1772) Михаловская земля была присоединена к Королевству Пруссия. В 1807-1815 годах территория входила в состав подконтрольного Наполеону Герцогства Варшавского. В 1815 году решением Венского конгресса из земель Варшавского герцогства было создано Великое герцогство Познанское, однако уже в 1817 году Михаловская земля была включена в состав Западной Пруссии.
В результате Первой мировой войны и непосредственно Версальского договора в январе 1920 года Михаловская земля была присоединена к возрождённой Польше. Во время Второй мировой войны была оккупирована Германией, а в январе 1945 года освобождена Красной армией.